# Словинци (Суња)
Словинци су насељено место у општини Суња, Банија, Сисачко-мославачка жупанија, Република Хрватска.

## Историја
До територијалне реорганизације у Хрватској налазили су се у саставу бивше велике општине Сисак. Словинци су се од распада Југославије до августа 1995. године налазили у Републици Српској Крајини.

## Становништво
На попису становништва 2011. године, Словинци су имали 152 становника.

## Попис 1991.
На попису становништва 1991. године, насељено место Словинци је имало 461 становника, следећег националног састава:
| Попис 1991.‍  | Попис 1991.‍  | Попис 1991.‍ | Попис 1991.‍ | Попис 1991.‍ |
| ------------ | ------------ | ----------- | ----------- | ----------- |
|              |              |             |             |             |
| Срби         | Срби         |             | 391         | 84,81%      |
| Хрвати       | Хрвати       |             | 36          | 7,80%       |
| Југословени  | Југословени  |             | 4           | 0,86%       |
| Украјинци    | Украјинци    |             | 1           | 0,21%       |
| неопредељени | неопредељени |             | 16          | 3,47%       |
| непознато    | непознато    |             | 13          | 2,81%       |
| укупно: 461  |              |             |             |             |